# Coleophora leucophaeella
Coleophora leucophaeella é uma espécie de mariposa do gênero Coleophora pertencente à família Coleophoridae.